# Pelasgo (hijo de Gea)
En la mitología griega, Pelasgo (griego antiguo Πελασγός, Pelasgós) fue un héroe, ancestro epónimo de los pelasgos del Peloponeso. Pausanias dice que los arcadios de su época aseveraban que Pelasgo fue el primer poblador de Arcadia, y que en su reinado la región recibió el nombre de Pelasgia. Pausanias arguye que si habiendo sido el primer habitante de Arcadia no hubiera habido otros habitantes con él, no habría existido gente para elegirle rey y sobre la que reinar. En su opinión, Pelasgo fue elegido rey porque descollaba física e intelectualmente sobre los demás habitantes. Incluso algunos dicen que Pelasgo, uno de los autóctonos y primeros hombres en nacer, fue anterior a la Luna.
En las fuentes antiguas se recogen otras tradiciones sobre su origen: Pseudo-Apolodoro da dos versiones: según el historiador y mitógrafo argivo Acusilao era hijo de Zeus y de Níobe, hija de Foroneo. Según Hesíodo era autóctono, es decir, «de allí, nacido o surgido de la propia tierra». Pausanias proporciona la de los versos del poeta Asio de Samos: «A Pelasgo..., la negra tierra hizo surgir, para que existiera la raza de los mortales». Licaón fue hijo de Pelasgo y de la oceánide Melibea, o según otros de la oréade Cilene o bien de Deyanira, con la que fue padre de Témeno, quien crio a Hera.
Siendo ya rey enseñó a los primeros habitantes cómo guarecerse del frío, a construir chozas, a tejer vestidos de lana y a alimentarse de los frutos, especialmente de las bellotas de roble (alimento por el que eran reconocidos los arcadios).